# Élections législatives de 1978 en Guadeloupe
Les élections législatives françaises de 1978 se déroulent les 12 et 19 mars 1978. Dans le département de la Guadeloupe, trois députés sont à élire dans le cadre de trois circonscriptions.

## Élus
| Circonscription | Député sortant   | Parti | Parti   | Député élu ou réélu | Parti | Parti |
| --------------- | ---------------- | ----- | ------- | ------------------- | ----- | ----- |
| 1re             | Hégésippe Ibéné  |       | PCG     | José Moustache      |       | RPR   |
| 2e              | Frédéric Jalton  |       | app. PS | Mariani Maximin     |       | RPR   |
| 3e              | Raymond Guilliod |       | RPR     | Raymond Guilliod    |       | RPR   |

## Résultats

### Résultats à l'échelle du département
| Parti          | Parti                                         | Premier tour | Premier tour | Second tour | Second tour | Sièges |
| Parti          | Parti                                         | Voix         | %            | Voix        | %           | Sièges |
| -------------- | --------------------------------------------- | ------------ | ------------ | ----------- | ----------- | ------ |
|                | Rassemblement pour la République              | 29 740       | 43,65        | 52 656      | 60,66       | 3      |
|                | Union pour la démocratie française            | 12 862       | 18,88        | 6 106       | 7,03        | 0      |
|                | Divers droite                                 | 3 953        | 5,80         |             |             | 0      |
|                | Majorité présidentielle                       | 46 555       | 68,33        | 58 762      | 67,69       | 3      |
|                |                                               |              |              |             |             |        |
|                | Parti communiste guadeloupéen                 | 12 749       | 18,71        | 13 004      | 14,98       | 0      |
|                | Fédération guadeloupéenne du Parti socialiste | 7 917        | 11,62        | 15 039      | 17,33       | 0      |
|                | Union de la gauche                            | 20 666       | 30,33        | 28 043      | 32,31       | 0      |
|                |                                               |              |              |             |             |        |
|                | Extrême gauche                                | 915          | 1,34         |             |             | 0      |
|                |                                               |              |              |             |             |        |
| Inscrits       | Inscrits                                      | 164 764      | 100,00       | 172 461     | 100,00      | 3      |
| Abstentions    | Abstentions                                   | 89 523       | 54,33        | 82 128      | 47,62       |        |
| Votants        | Votants                                       | 75 241       | 45,67        | 90 333      | 52,38       |        |
| Blancs et nuls | Blancs et nuls                                | 7 105        | 9,44         | 3 528       | 3,91        |        |
| Exprimés       | Exprimés                                      | 68 136       | 90,56        | 86 805      | 96,09       |        |

### Résultats par circonscription

#### Première circonscription (Pointe-à-Pitre)
| Candidat       | Candidat                | Parti          | Premier tour | Premier tour | Second tour | Second tour |  |
| Candidat       | Candidat                | Parti          | Voix         | %            | Voix        | %           |  |
| -------------- | ----------------------- | -------------- | ------------ | ------------ | ----------- | ----------- |  |
|                | José Moustache élu      | RPR            | 10 633       | 38,92        | 19 722      | 60,26       |  |
|                | Hégésippe Ibéné sortant | PCG            | 9 804        | 35,88        | 13 004      | 39,74       |  |
|                | Henri Beaujean          | UDF (Rad)      | 4 237        | 15,51        |             |             |  |
|                | Raymond Viviès          | Divers droite  | 1 694        | 6,20         |             |             |  |
|                | Georges Nicolo          | Divers droite  | 472          | 1,73         |             |             |  |
|                | Roger Barclais          | PSD            | 197          | 0,72         |             |             |  |
|                | Max Céleste             | CO             | 167          | 0,61         |             |             |  |
|                | Daniel Maragne          | Extrême gauche | 117          | 0,43         |             |             |  |
|                |                         |                |              |              |             |             |  |
| Inscrits       | Inscrits                | Inscrits       | 57 926       | 100,00       | 59 402      | 100,00      |  |
| Abstentions    | Abstentions             | Abstentions    | 29 884       | 51,59        | 25 293      | 42,58       |  |
| Votants        | Votants                 | Votants        | 28 042       | 48,41        | 34 109      | 57,42       |  |
| Blancs et nuls | Blancs et nuls          | Blancs et nuls | 721          | 2,57         | 1 383       | 4,05        |  |
| Exprimés       | Exprimés                | Exprimés       | 27 321       | 97,43        | 32 726      | 95,95       |  |

#### Deuxième circonscription (Les Abymes)
| Candidat       | Candidat                | Parti          | Premier tour | Premier tour | Second tour | Second tour |  |
| Candidat       | Candidat                | Parti          | Voix         | %            | Voix        | %           |  |
| -------------- | ----------------------- | -------------- | ------------ | ------------ | ----------- | ----------- |  |
|                | Mariani Maximin élu     | RPR            | 9 228        | 48,48        | 16 046      | 51,62       |  |
|                | Frédéric Jalton sortant | PS             | 7 917        | 41,59        | 15 039      | 48,38       |  |
|                | A. Pierre-Justin        | PCG            | 1 378        | 7,24         |             |             |  |
|                | Gérard Séné             | CO             | 391          | 2,05         |             |             |  |
|                | G. Courbin              | Extrême gauche | 121          | 0,64         |             |             |  |
|                |                         |                |              |              |             |             |  |
| Inscrits       | Inscrits                | Inscrits       | 52 816       | 100,00       | 58 509      | 100,00      |  |
| Abstentions    | Abstentions             | Abstentions    | 30 721       | 58,17        | 26 303      | 44,96       |  |
| Votants        | Votants                 | Votants        | 22 095       | 41,83        | 32 206      | 55,04       |  |
| Blancs et nuls | Blancs et nuls          | Blancs et nuls | 3 060        | 13,85        | 1 121       | 3,48        |  |
| Exprimés       | Exprimés                | Exprimés       | 19 035       | 86,15        | 31 085      | 96,52       |  |

#### Troisième circonscription (Basse-Terre - Marie-Galante)
| Candidat       | Candidat                       | Parti          | Premier tour | Premier tour | Second tour | Second tour |  |
| Candidat       | Candidat                       | Parti          | Voix         | %            | Voix        | %           |  |
| -------------- | ------------------------------ | -------------- | ------------ | ------------ | ----------- | ----------- |  |
|                | Raymond Guilliod sortant réélu | RPR            | 9 879        | 45,36        | 16 888      | 73,45       |  |
|                | Marcel Esdras                  | UDF            | 4 529        | 20,79        | 6 106       | 26,55       |  |
|                | Marcel Etzol                   | UDF (PR)       | 4 096        | 18,81        |             |             |  |
|                | Guy Tirolien                   | Divers droite  | 1 590        | 7,30         |             |             |  |
|                | Gerty Archimède                | PCG            | 1 567        | 7,19         |             |             |  |
|                | Philippe Anaïs                 | CO             | 119          | 0,55         |             |             |  |
|                |                                |                |              |              |             |             |  |
| Inscrits       | Inscrits                       | Inscrits       | 54 022       | 100,00       | 54 550      | 100,00      |  |
| Abstentions    | Abstentions                    | Abstentions    | 28 918       | 53,53        | 30 532      | 55,97       |  |
| Votants        | Votants                        | Votants        | 25 104       | 46,47        | 24 018      | 44,03       |  |
| Blancs et nuls | Blancs et nuls                 | Blancs et nuls | 3 324        | 13,24        | 1 024       | 4,26        |  |
| Exprimés       | Exprimés                       | Exprimés       | 21 780       | 86,76        | 22 994      | 95,74       |  |